# 雷沃略萨德哈德拉克
雷沃略萨德哈德拉克，是西班牙卡斯蒂利亚-拉曼恰瓜达拉哈拉省的一个市镇。总面积8平方公里，总人口28人（2001年），人口密度4人/平方公里。